# Agrotis marginata
Agrotis marginata là một loài bướm đêm trong họ Noctuidae.